# Walter Smith III

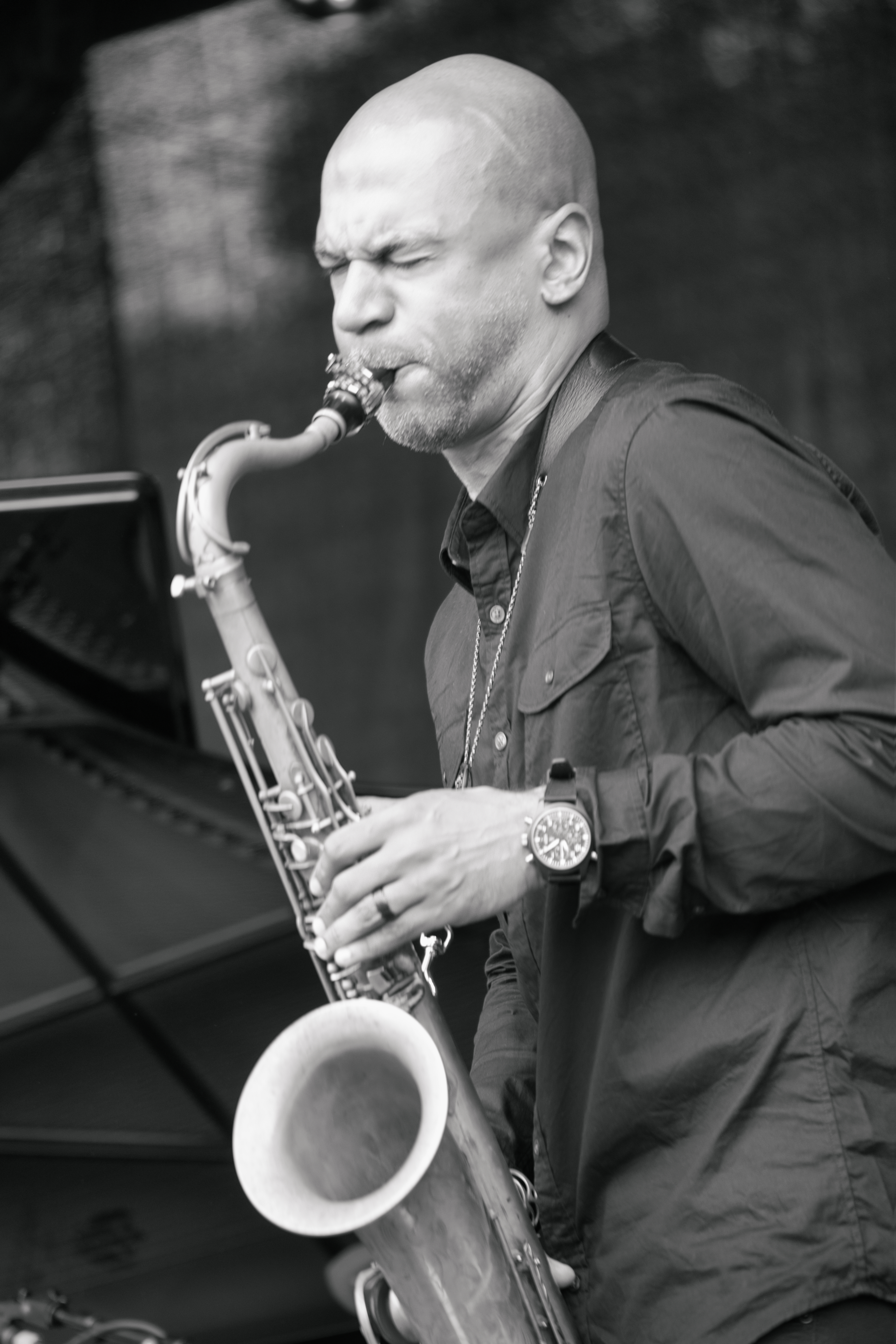
Walter Smith III auf dem INNtöne Jazzfestival 2024

Walter Smith III (* 24. September 1980 in Houston, Texas) ist ein US-amerikanischer Jazz-Tenorsaxophonist.

## Leben und Wirken
Smith lernte im Alter von sieben Jahren Saxophon und besuchte in Houston die High School for the Performing and Visual Arts. Mit einem Stipendium der Clifford Brown/Stan Getz Fellowship studierte er am Berklee College of Music, wo er 2003 einen Bachelor in Musikpädagogik erwarb. Dann zog er nach New York und setzte seine Studien an der Manhattan School of Music fort. Er arbeitete u. a. mit Roy Haynes und Ralph Peterson, dem Sänger Bilal und der Band Destiny’s Child. Ab 2005 war er für zwei Jahre im Thelonious Monk Institute of Jazz an der University of Southern California in Los Angeles tätig und ging mit Herbie Hancock und Wayne Shorter auf Tourneen. 2006 erschien auf Fresh Sound Records sein erstes Soloalbum Casually Introducing, an dem u. a. auch Eric Harland mitwirkte. 2007 spielte er auf Christian Scotts Album Rewind That, das für einen Grammy nominiert wurde; auch ist er an Michael Bublés Album Caught in the Act beteiligt, das in die Nominationsrunde für den Traditional-Pop-Grammy kam, außerdem an Kendrick Scotts Album Corridors (Blue Note, 2023). Er arbeitete weiterhin mit Piotr Schmidt (Dark Forecast) und Josh Nelson (LA Stories: Live at Sam First, 2023).
Smith lehrt als Hochschullehrer am Berklee College.

## Preise und Auszeichnungen
2002 gastierte er als Nachwuchskünstler auf dem Montreux Jazz Festival, wo er mit dem Audience's Favorite Award ausgezeichnet wurde. Zuvor hatte er bereits die Clifford Brown/Stan Getz Fellowship und den Young Talent Award der National Foundation for Advancement in the Arts, die Scholar in the Arts-Medaille des amerikanischen Präsidenten und den jährlichen Preis der Boston Jazz Society erhalten.

## Diskographische Hinweise
- Still Casual (Whirlwind, 2014), mit Taylor Eigsti, Matthew Stevens, Harish Raghavan, Kendrick Scott, Ambrose Akinmusire
- Twio (Whirlwind Recordings, 2018) mit Harish Raghavan, Eric Harland, Christian McBride, Joshua Redman
- In Common (Whirlwind Recordings, 2018) mit Matthew Stevens, Joel Ross, Harish Raghavan, Marcus Gilmore
- In Common 2 (Whirlwind, 2020)
- Dave Stryker: Baker’s Circle (2021)
- In Common III (Whirlwind, 2022)
- Matt Slocum: With Love and Sadness (2022)
- Marquis Hill: New Gospel Revisited (2022)
- Return to Casual (Blue Note, 2023)
- Three of Us Are from Houston and Reuben Is Not  (Blue Note, 2024) mit Jason Moran, Reuben Rogers, Eric Harland (2024)